# Edwin von Manteuffel
Edwin Karl Rochus Freiherr von Manteuffel (Dresden, 24 februari 1809 - Karlsbad, 17 juni 1885) was een Pruisisch aristocraat en militair. Hij bracht het tot generaal-veldmaarschalk in het Pruisische leger.
In de Duitse Oorlog van 1866 versloeg Edwin von Manteuffel de Württembergers bij Tauberbischofsheim en het Beierse leger bij Roßbrunn. Hij verwierf op 7 augustus 1866 het Pour le Mérite en op 24 december 1870 het Eikenloof bij zijn Pour le Mérite.
In de Frans-Duitse Oorlog van 1870/71 overwon von Manteuffel verschillende Franse generaals. Hij was ook betrokken bij de belegering van Parijs. De Pruisische koning eerde zijn veldheer op 22 maart 1871 met het grootkruis van het IJzeren Kruis. Op 16 juni 1871 volgden de Hoge Orde van de Zwarte Adelaar en een dotatie van 300 000 Taler. 

## Militaire loopbaan
- Sekonde-Leutnant: 15 mei 1828[2]
- Premier-Lieutenant: 11 januari 1842[2]
- Rittmeister: 1843[2]
- Major: 15 oktober 1848
- Oberstleutnant: 13 juli 1852
- Oberst: 1856[2]- 13 juli 1854
- Generalmajor:[2]22 mei 1858
- Generalleutnant: 18 oktober 1861
- General der Kavallerie: 20 september 1866
- Generalfeldmarschall: 19 september 1873[1][2]

## Onderscheidingen
- Grootkruis van het IJzeren Kruis op 22 maart 1871[1]
- Pour le Mérite op 7 augustus 1866[1]
  - Eikenloof op 24 december 1870[1]